# リリートゥ
リリートゥ（Lilītu、リリトゥ）は、メソポタミア神話の女悪魔、サキュバスで、女性のリリンであり、風の神エンリルから派生したとされる。リリートゥは聖書のリリスと酷似した名前をしており、リリスといくつかの共通点を有している。この悪霊は出産の際に亡くなった女性の念からできていると考えられている。
リリートゥはアルダト・リリーと同一視されることがあるが、両者は区別されるべきである。
彼女はサソリの尾をした狼の要素を持ち、サキュバスらしい魅惑的な外見をしている。彼女は生殖不能の悪魔であり、妻を持つ男性を襲撃して夫婦を死別させ、子供を食べる。ジャン・マルカルによると、リリートゥは乳房に乳がなく、夫の前で服を脱いだことがない処女のような存在と定義されている。そのため、「性交を行わずに男と性関係を持つ」という独特の特徴を持つ。